# Reguła Tinbergena
Reguła Tinbergena, zwana również złotą regułą polityki gospodarczej mówi, że do osiągnięcia X celów, konieczne jest posiadanie co najmniej X niezależnych instrumentów. W przeciwnym przypadku, niektóre z nich nie zostaną zrealizowane lub dadzą nieoptymalne wyniki. Na przykład w czasie recesji niemożliwe jest, posługując się wyłącznie środkami polityki monetarnej, jednoczesne pobudzanie koniunktury oraz zapewnienie stabilności cen. Gdy liczba instrumentów przewyższa liczbę wyznaczonych celów, powinno się wybierać spośród nich te, które dadzą najlepsze rezultaty.

## Interpretacja matematyczna
Reguła Tinbergena, według której zwarte i określone systemy polityki gospodarczej opierają się na jednakowej liczbie celów i instrumentów, odzwierciedla matematyczną prawidłowość, że jednakowa liczba zmiennych i równań jest niezbędna, żeby w ujęciu matematycznym otrzymać tylko jedno rozwiązanie.
Przy założeniu, że mamy dwa instrumenty (zmienne, a i b) oraz tylko jeden cel (zmienna X), wtedy cel będzie uzależniony od zmiennych instrumentów tak, że: X = X(a, b). Jeśli teraz ustalimy X na jakimś docelowym poziomie, powiedzmy X0, wtedy cel będzie osiągnięty, nieważne na jakim poziomie X = X(a, b) będzie utrzymane.
Funkcja zostaje więc nakreślona z instrumentami, a i b na osi odciętych i rzędnych. Wykres pokazuje, że istnieje nieskończona liczba możliwości umieszczenia, a i b tak, że cel X zostanie osiągnięty. Linia X0X0 może na przykład określać warunek równowagi wewnętrznej jako funkcję stopy procentowej i wysokości podatków. Taki przykład nadmiaru rozwiązań jest dla polityka korzystny, gdyż ma on szeroką gamę sposobów osiągnięcia danego celu.
Z kolei kiedy mamy dwa instrumenty, a i b, ale teraz dwa cele X i Y, z których każdy jest funkcją zmiennych instrumentów, to otrzymujemy ustalone wartości X0 = X(a, b) i Y0 = Y(a, b) oraz określone rozwiązanie gospodarcze.
W tym wypadku polityk nie może wykonać innego ruchu niż umieszczenie instrumentów na poziomach a1 i b1, jeśli chce osiągnąć cele.
Przykład ten może ilustrować sytuację podobną do powyższej, przy czym linia X0X0 to równowaga wewnętrzna a linia Y0Y0 to równowaga zagraniczna.
W trzecim przypadku występują ciągle dwa instrumenty, a i b, ale jednocześnie liczba celów wzrasta do trzech (zmienne X, Y i Z). Mamy więc do czynienia z układem trzech równań z dwoma tylko zmiennymi. Występują trzy punkty przecięcia, jednak żaden z nich nie jest rozwiązaniem dla trzech równań jednocześnie, zawsze któryś z celów nie jest osiągnięty. Ponownie posłużymy się przykładową sytuacją, kiedy X będzie oznaczało zbilansowany deficyt budżetowy, Y – stopę bezrobocia, a nowo wprowadzona zmienna Z – stopę wzrostu gospodarczego. Tak więc jeśli będzie się chciało osiągnąć kombinację celów reprezentowaną przez punkt H (kombinacja polityki pieniężno-fiskalnej), trzeba będzie na rzecz optymalizacji wyboru rezygnować z maksymalnych wartości celów kolejno dla X, Y i Z. Sytuacja taka miała miejsce w Stanach Zjednoczonych 1961–1962.
Punkt H przedstawia więc dylemat w polityce gospodarczej zależny od konkretnych już prerogatyw. Politycy, którzy za priorytety mają zrównoważony budżet i pełne zatrudnienie (zaniedbując wzrost gospodarczy), będą starali się osiągnąć punkt α. Ci, którzy kładą największy nacisk na wzrost i zatrudnienie (nie zważając na niezrównoważony budżet), wybiorą punkt β. Ci zaś, którzy skłaniają się ku wzrostowi i zrównoważeniu budżetu (wyłączając poziom zatrudnienia), będę starali się przeforsować rozwiązanie z punktu γ. Oczywiście niezdecydowani politycy mogą także wybrać punkt H, który jest kombinacją stosunkowo złych pozycji w perspektywy każdego z celów, jednak w rzeczywistości utrafia w maksimum lokalne.